# Elaeognatha argentea
Elaeognatha argentea är en fjärilsart som beskrevs av William Schaus 1910. Elaeognatha argentea ingår i släktet Elaeognatha och familjen trågspinnare. Inga underarter finns listade i Catalogue of Life.